# Laemophloeus subopacus
Laemophloeus subopacus is een keversoort uit de familie dwergschorskevers (Laemophloeidae). De wetenschappelijke naam van de soort werd in 1904 gepubliceerd door Arthur Mills Lea.